# Алим (имя)
А́лим, Га́лим (араб. عليم‎ — ‘али́м ) — арабское мужское имя и фамилия, в переводе с арабского означает «всезнающий», «сведущий», либо «учёный». Распространены у мусульман.
Первоначально слово алим было титулом мусульманских правителей, а затем перешло в разряд личных имён.

## Аль-Алим
Имя Аль-Алим (араб. العليم‎) является одним из имён Аллаха. Употребляется в Коране. В переводе на русский язык означает «Всезнающий». Смысл имени аль-Алим — это Тот, Кто знает все обо всём.

## Другие формы
- Галим — одна из форм имени Алим. Имя Галим распространено на Кавказе, в Таджикистане и др.
- Олим — узбекская форма имени Алим.
- Алым — кыргызская форма имени Алим.

## Фамилии
- Алимов
- Галимов